# Call It Watcha Like
Call It Watcha Like é o terceiro álbum de estúdio do cantor de freestyle Johnny O, lançado em 5 de Setembro de 1995 pela gravadora Ex-It Records.
Desse álbum saíram quatro singles, sendo o primeiro single, "Runaway Love", a canção que conseguiu sucesso nas paradas musicais, e a segunda canção lançada por Johnny O a entrar na Billboard Hot 100 (a outra foi "Dreamboy/Dreamgirl", uma parceria com Cynthia), na posição 87. Nenhum dos singles seguintes alcançou sucesso.
O álbum não conseguiu entrar em nenhuma parada musical.

## Faixas
| N.º | Título                              | Duração |  |
| 1.  | "I Know That You Love Me"           | 4:19    |  |
| 2.  | "I'm Gonna Make You Mine"           | 5:10    |  |
| 3.  | "I'm So into You"                   | 5:32    |  |
| 4.  | "Runaway Love"                      | 3:55    |  |
| 5.  | "Love Letters"                      | 4:04    |  |
| 6.  | "Sexy Girl"                         | 4:38    |  |
| 7.  | "Freestyle"                         | 5:02    |  |
| 8.  | "I Promise"                         | 4:16    |  |
| 9.  | "I Know That You Love Me" (Reprise) | 4:01    |  |

Faixa Bônus - Edição da Alemanha
| N.º | Título                            | Duração |  |
| 10. | "Fantasy Girl" (Original Version) | 3:58    |  |

## Posições nas paradas musicais
Singles - Billboard
| Ano       | Single         | Parada musical                     | Posição |
| --------- | -------------- | ---------------------------------- | ------- |
| 1993/1994 | "Runaway Love" | Hot Dance Music/Maxi-Singles Sales | 4       |
| 1993/1994 | "Runaway Love" | The Billboard Hot 100              | 87      |